# 流山市立南部中学校
流山市立南部中学校（ながれやましりつ なんぶちゅうがっこう）は、千葉県流山市にある市立中学校。略称は「流南」（りゅうなん）、「南部中」（なんぶちゅう）。

## 概要
1953年、流山町立流山中学校と流山町立南部中学校（旧）が統合され、新たな流山町立南部中学校として開校。1967年には流山町の市制施行に伴い、現在の学校名となった。
全校生徒数は2024現在で約800人と市内の公立中学校で最も多い。
陸上部、テニス部、水泳部、柔道部、吹奏楽部は全国大会出場の経験がある。

### 校歌
- 作詞：白鳥省吾
- 作曲：八洲秀章

## 教育方針
学校教育目標
「Ryunan Spirit　～主体的に活動し、心豊かで誇りある人間の育成～」
目指す生徒像
１）自らの可能性を信じ、積極的に学び、高め合える生徒（自力）
２）仲間との絆を大切に、新たな活動を築いていける生徒（創造）
３）地域や家族の一員として、確かな役割を果たせる生徒（責任）
目指す教師像
１）厳しいけれど冷たくない教師
２）同僚性を大切にする教師【チーム南部中】
３）誠実にはたらく教師【丁寧な生徒指導】
４）スピード感と笑顔を大切にする教師【にこやかだが迎合しない】
５）常に学び続ける教師【生徒と共に学び、学ぶ喜びを感じさせられる】
目指す学校像
「 誇り・礼儀・思いやりのある学校 」
１）仲間と共に、楽しく学び合える学校
２）自尊感情（自己有用感）が高まり、活力と規律のある学校
３）一人一人の心を大切にし、自らが成長できる学校
４）いじめを許さない学校
５）地域の学校として、親しまれる学校
６）美しい歌声や明るい挨拶が響き渡り、笑顔が絶えない学校

## 歴史
- 1947年5月10日 - 学制改革に伴い、新制中学校の流山町立流山中学校が開校[3]。
- 1953年4月1日 - 流山町立流山中学校と流山町立南部中学校が統合され、現在地に流山町立南部中学校が開校[3]。
- 1957年7月 - 校旗・校歌を制定[3]。
- 1962年4月1日 - 北分校が流山市立常盤松中学校として独立[3]。
- 1967年 - 流山町の市制施行に伴い、流山市立南部中学校となる[3]。
- 2002年 - 創立55周年記念の集い開催[3]。
- 2007年 - 生徒会が新潟県中越沖地震被災地支援のため募金活動を行う[6]。
- 2024年 - 生徒会が令和6年能登半島地震被災地支援のため募金および文房具寄付活動を行う。
- 2025年 - 制服と校章の変更。

## 学校行事
「令和5年度年間行事予定」（流山市立南部中学校公式ホームページ）に基づき、2023年度の行事を記す。
- 4月 - 始業式、入学式、新入生歓迎会
- 5月 - 林間学園
- 6月 - 修学旅行
- 9月 - 体育祭
- 10月 - まほろば祭(合唱の部と文化の部)
- 3月 - 3年生を送る会、修了式、卒業式

## 部活動
「部活動一覧」（流山市立南部中学校公式ホームページ）を参照。

### 運動部
- 野球部
- 陸上部
- 特設駅伝部
- サッカー部（男子）
- ソフトボール部（女子）
- バスケットボール部
- ソフトテニス部
- バドミントン部
- バレーボール部（女子）
- 剣道部
- 柔道部
- 水泳部

### 文化部
- 吹奏楽部
- 英語部
- 理科部
- 美術部
- 総合文化部
- 栽培部

## 主な卒業生
- サンプラザ中野くん - 歌手
- 小野真弓 - タレント
- 押本健彦 - 元プロ野球選手（北海道日本ハムファイターズ→東京ヤクルトスワローズ・投手）
- 村田和哉 - 元プロ野球選手（北海道日本ハムファイターズ）
- 梨本真輝 - 陸上選手（100m元中学記録保持者、2010年ユース五輪100m銀メダリスト）

## アクセス
- 首都圏新都市鉄道つくばエクスプレス 流山セントラルパーク駅より徒歩15分[9]
- 首都圏新都市鉄道つくばエクスプレス・東武野田線（東武アーバンパークライン） 流山おおたかの森駅より徒歩30分[9]
- 流鉄流山線 流山駅より徒歩15分[9]